# دون ماكفيرسن
دون ماكفيرسن هو صحفي كندي، ولد في 1947 في مونتريال في كندا.